# Ashkan Dejagah
Seyed Ashkan Dejagah (tiếng Ba Tư: سید اشكان دژآگه, sinh ngày 5 tháng 7 năm 1986), được biết đến với cái tên Ashkan Dejagah, là một cầu thủ bóng đá chuyên nghiệp người Iran thi đấu cho đội tuyển bóng đá quốc gia Iran và câu lạc bộ Tractor Sazi ở vị trí tiền vệ.

## Thống kê sự nghiệp

### Câu lạc bộ
Tính đến ngày 17 tháng 5 năm 2019
| Câu lạc bộ          | Mùa giải            | Giải đấu            | Giải đấu | Giải đấu | Cúp quốc gia | Cúp quốc gia | Châu Âu | Châu Âu | Khác | Khác | Tổng cộng | Tổng cộng |
| Câu lạc bộ          | Mùa giải            | Hạng                | Trận     | Bàn      | Trận         | Bàn          | Trận    | Bàn     | Trận | Bàn  | Trận      | Bàn       |
| ------------------- | ------------------- | ------------------- | -------- | -------- | ------------ | ------------ | ------- | ------- | ---- | ---- | --------- | --------- |
| Hertha BSC II       | 2003–04             | Oberliga            | 16       | 2        | —            | —            | —       | —       | —    | —    | 16        | 2         |
| Hertha BSC II       | 2004–05             | Regionalliga Nord   | 22       | 6        | 1            | 0            | —       | —       | —    | —    | 23        | 6         |
| Hertha BSC II       | 2005–06             | Regionalliga Nord   | 23       | 12       | —            | —            | —       | —       | —    | —    | 23        | 12        |
| Hertha BSC II       | 2006–07             | Regionalliga Nord   | 11       | 3        | —            | —            | —       | —       | —    | —    | 11        | 3         |
| Hertha BSC II       | Tổng cộng           | Tổng cộng           | 72       | 23       | 1            | 0            | —       | —       | —    | —    | 73        | 23        |
| Hertha BSC          | 2004–05             | Bundesliga          | 1        | 0        | 0            | 0            | —       | —       | —    | —    | 1         | 0         |
| Hertha BSC          | 2005–06             | Bundesliga          | 3        | 0        | 0            | 0            | 3       | 0       | —    | —    | 6         | 0         |
| Hertha BSC          | 2006–07             | Bundesliga          | 22       | 1        | 2            | 0            | 1       | 0       | —    | —    | 25        | 1         |
| Hertha BSC          | Tổng cộng           | Tổng cộng           | 26       | 1        | 2            | 0            | 4       | 0       | —    | —    | 32        | 1         |
| VfL Wolfsburg       | 2007–08             | Bundesliga          | 31       | 8        | 5            | 1            | —       | —       | —    | —    | 36        | 9         |
| VfL Wolfsburg       | 2008–09             | Bundesliga          | 27       | 3        | 4            | 1            | 7       | 0       | —    | —    | 38        | 4         |
| VfL Wolfsburg       | 2009–10             | Bundesliga          | 24       | 1        | 1            | 0            | 8       | 0       | —    | —    | 33        | 1         |
| VfL Wolfsburg       | 2010–11             | Bundesliga          | 23       | 3        | 0            | 0            | —       | —       | —    | —    | 23        | 3         |
| VfL Wolfsburg       | 2011–12             | Bundesliga          | 26       | 3        | 1            | 0            | —       | —       | —    | —    | 27        | 3         |
| VfL Wolfsburg       | 2012–13             | Bundesliga          | 1        | 0        | 0            | 0            | —       | —       | —    | —    | 1         | 0         |
| VfL Wolfsburg       | Tổng cộng           | Tổng cộng           | 132      | 18       | 11           | 2            | 15      | 0       | —    | —    | 158       | 20        |
| Fulham              | 2012–13             | Premier League      | 21       | 0        | 3            | 0            | —       | —       | —    | —    | 24        | 0         |
| Fulham              | 2013–14             | Premier League      | 24       | 5        | 2            | 1            | —       | —       | 1    | 0    | 27        | 6         |
| Fulham              | Tổng cộng           | Tổng cộng           | 45       | 5        | 5            | 1            | —       | —       | 1    | 0    | 51        | 6         |
| Al-Arabi            | 2014–15             | Qatar Stars League  | 24       | 5        | 0            | 0            | —       | —       | —    | —    | 24        | 5         |
| Al-Arabi            | 2015–16             | Qatar Stars League  | 21       | 3        | 0            | 0            | —       | —       | —    | —    | 21        | 3         |
| Al-Arabi            | Tổng cộng           | Tổng cộng           | 45       | 8        | 0            | 0            | —       | —       | —    | —    | 45        | 8         |
| VfL Wolfsburg       | 2016–17             | Bundesliga          | 0        | 0        | 0            | 0            | —       | —       | 2    | 0    | 2         | 0         |
| VfL Wolfsburg II    | 2016–17             | Regionalliga Nord   | 2        | 0        | 0            | 0            | —       | —       | —    | —    | 2         | 0         |
| Nottingham Forest   | 2017–18             | Championship        | 1        | 0        | 0            | 0            | —       | —       | —    | —    | 1         | 0         |
| Tractor             | 2018–19             | Iran Pro League     | 24       | 6        | 1            | 0            | —       | —       | —    | —    | 25        | 6         |
| Tractor             | 2019–20             | Iran Pro League     | 1        | 0        | 1            | 1            | —       | —       | —    | —    | 2         | 1         |
| Tổng cộng sự nghiệp | Tổng cộng sự nghiệp | Tổng cộng sự nghiệp | 346      | 61       | 21           | 4            | 19      | 0       | 3    | 0    | 389       | 65        |

### Quốc tế
Tính đến ngày 10 tháng 9 năm 2019.
| Iran      | Iran | Iran |
| Năm       | Trận | Bàn  |
| --------- | ---- | ---- |
| 2012      | 4    | 2    |
| 2013      | 5    | 2    |
| 2014      | 8    | 0    |
| 2015      | 13   | 2    |
| 2016      | 7    | 1    |
| 2017      | 6    | 1    |
| 2018      | 8    | 1    |
| 2019      | 8    | 2    |
| Tổng cộng | 59   | 11   |

### Bàn thắng quốc tế
Bàn thắng và kết quả của Iran được để trước.
| #   | Ngày                 | Địa điểm                                                       | Đối thủ          | Bàn thắng | Kết quả | Giải đấu                 |
| --- | -------------------- | -------------------------------------------------------------- | ---------------- | --------- | ------- | ------------------------ |
| 1.  | 29 tháng 1 năm 2012  | Sân vận động Azadi, Tehran, Iran                               | Qatar            | 1–0       | 2–2     | Vòng loại World Cup 2014 |
| 2.  | 29 tháng 1 năm 2012  | Sân vận động Azadi, Tehran, Iran                               | Qatar            | 2–1       | 2–2     | Vòng loại World Cup 2014 |
| 3.  | 15 tháng 11 năm 2013 | Sân vận động Rajamangala, Bangkok, Thái Lan                    | Thái Lan         | 1–0       | 3–0     | Vòng loại Asian Cup 2015 |
| 4.  | 19 tháng 11 năm 2013 | Sân vận động Thành phố Thể thao Camille Chamoun, Beirut, Liban | Liban            | 2–0       | 4–1     | Vòng loại Asian Cup 2015 |
| 5.  | 3 tháng 9 năm 2015   | Sân vận động Azadi, Tehran, Iran                               | Guam             | 1–0       | 6–0     | Vòng loại World Cup 2018 |
| 6.  | 12 tháng 11 năm 2015 | Sân vận động Azadi, Tehran, Iran                               | Turkmenistan     | 3–1       | 3–1     | Vòng loại World Cup 2018 |
| 7.  | 10 tháng 11 năm 2016 | Sân vận động Shah Alam, Shah Alam, Malaysia                    | Papua New Guinea | 1–0       | 8–1     | Giao hữu                 |
| 8.  | 9 tháng 11 năm 2017  | Sân vận động Liebenauer, Graz, Áo                              | Panama           | 1–0       | 2–1     | Giao hữu                 |
| 9.  | 28 tháng 5 năm 2018  | Sân vận động Başakşehir Fatih Terim, Istanbul, Thổ Nhĩ Kỳ      | Thổ Nhĩ Kỳ       | 1–2       | 1–2     | Giao hữu                 |
| 10. | 7 tháng 1 năm 2019   | Sân vận động Mohammed bin Zayed, Abu Dhabi, UAE                | Yemen            | 2–0       | 5–0     | Asian Cup 2019           |
| 11. | 20 tháng 1 năm 2019  | Sân vận động Mohammed bin Zayed, Abu Dhabi, UAE                | Oman             | 2–0       | 2–0     | Asian Cup 2019           |

1. ↑  "List of Players under Written Contract Registered Between 01/09/2012 and 30/09/2012" (PDF). The Football Association. Truy cập ngày 19 tháng 6 năm 2013.
2. ↑  "2018 FIFA World Cup Russia – List of Players" (PDF). FIFA.com. Fédération Internationale de Football Association. ngày 4 tháng 6 năm 2018. Bản gốc (PDF) lưu trữ ngày 19 tháng 6 năm 2018. Truy cập ngày 19 tháng 6 năm 2018.
3. ↑  "Ashkan Dejagah – Player Profile". premierskills.britishcouncil.org. Bản gốc lưu trữ ngày 18 tháng 12 năm 2013. Truy cập ngày 17 tháng 12 năm 2013.
4. ↑  "German Jews Offended: Iranian-Born German Soccer Player Refuses to Play Israel". spiegel.de. ngày 9 tháng 10 năm 2007. Truy cập ngày 25 tháng 3 năm 2014.
5. 1 2  "A. Dejagah". Soccerway. Truy cập ngày 30 tháng 1 năm 2017.
6. ↑  "Ashkan Dejagah » Club matches". World Football. Truy cập ngày 13 tháng 6 năm 2018.
7. ↑  Ashkan Dejagah tại National-Football-Teams.com